# Абдрахим, Умяр

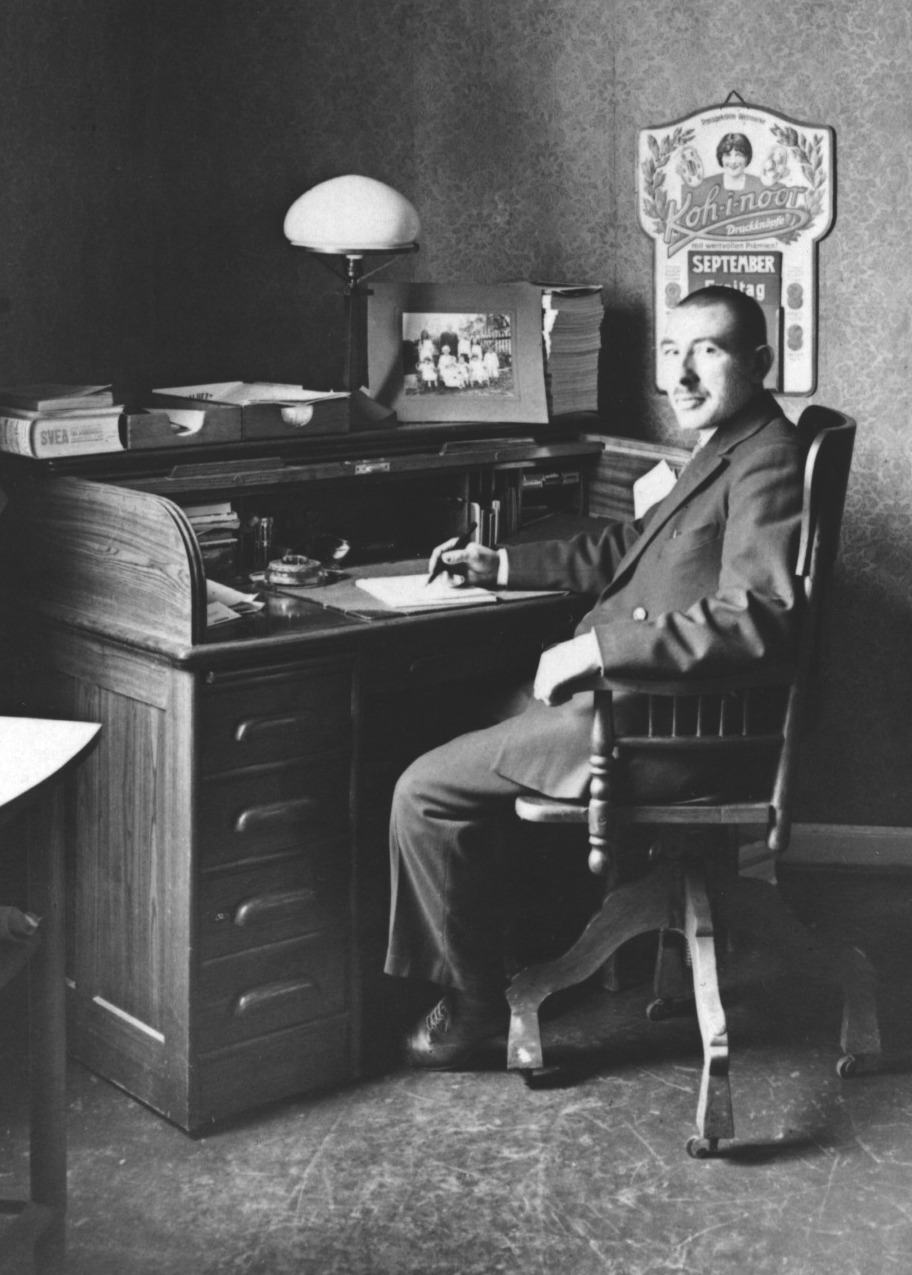
Абдрахим в конторе своего магазина в 1920 году.

Умяр Абдрахим (тат. Гомәр Габдрәхим — западный диалект Өмәр/Үмәр Әбдрәхим, фин. Ymär Abdrahim, при рождении Абдрахимов, фин. Abdrahimoff; 24 марта 1882 — 26 марта 1975) — татарский купец, переехавший из Нижегородской области в Финляндию. У него был собственный успешный магазин в Хельсинки.
До открытия собственного магазина Абдрахим работал в магазине своего дяди в Хельсинки. Гомар основал собственный магазин в 1911 году.
Абдрахим также участвовал в основании татарского религиозного объединения (фин. Suomen Islam-seurakunta).
Некоторые из детей Абдрахима родились в России, а некоторые в Финляндии. Остальных членов семьи он привёз в Финляндию после получения гражданства.
Умяр Абдрахим похоронен на Исламском кладбище в Хельсинки.